# Haida (volk)

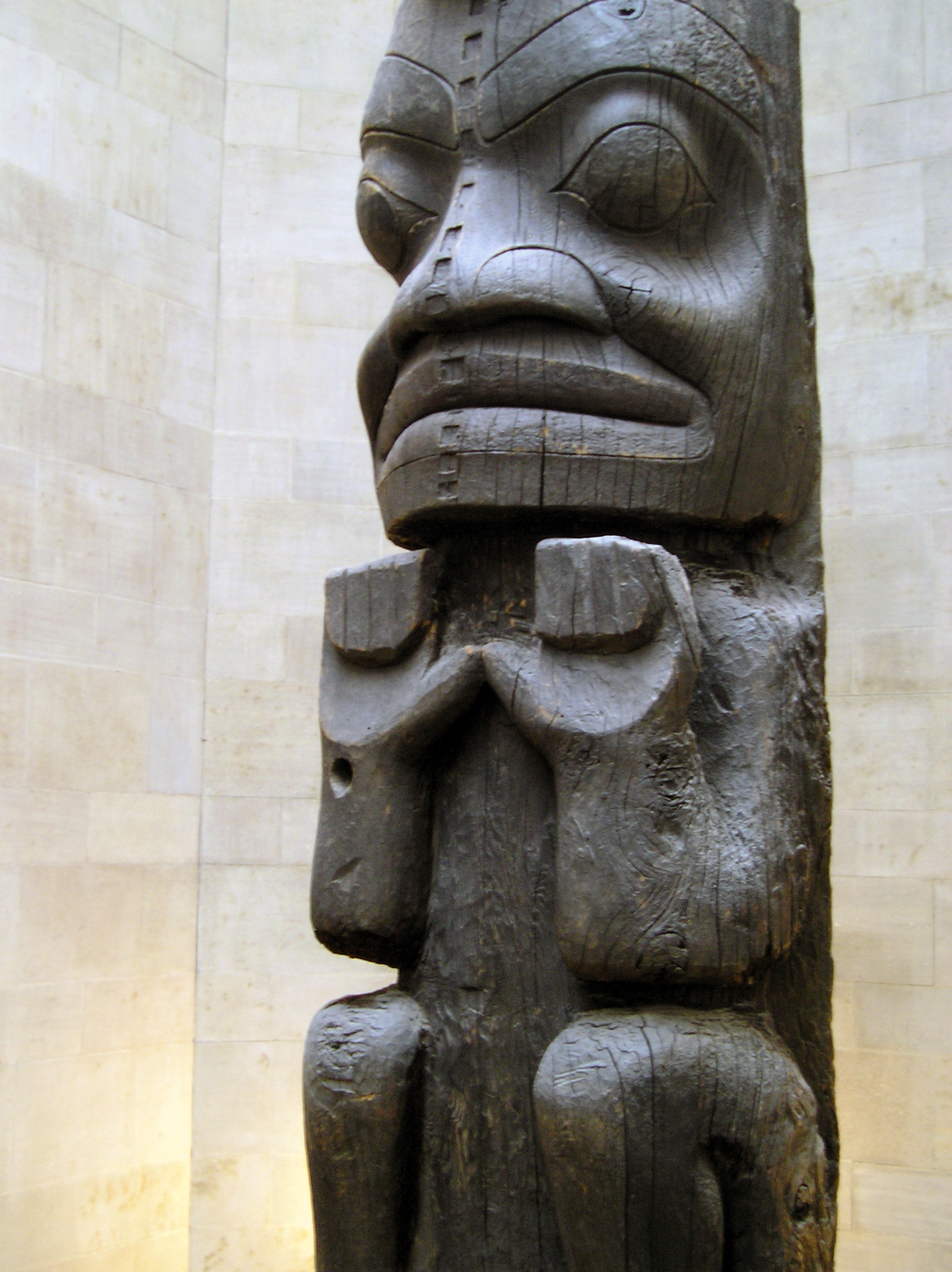
Totempaal van de Haida in het Royal Ontario Museum

De Haida (Xa'ida, 'mensen') is een Noord-Amerikaans volk dat voorkomt op Haida Gwaii in Brits-Columbia en op een gedeelte van Prins van Wales-eiland in het zuidoosten van Alaska, wat zij na strijd veroverden op het concurrerende Tlingit-volk in de 18e eeuw. Daar werden ze bekend als de Kaigani. Hun primaire bezigheden zijn vissen, houthakken en het jagen op Wapiti-herten.
De Spanjaard Juan Perez wordt verondersteld de eerste blanke te zijn geweest die in 1774 deze eilanden bezocht.